# 马约尔加
马约尔加（西班牙語：Mayorga）是西班牙卡斯蒂利亚-莱昂巴利亚多利德省的一个市镇。2001年普查人口總數為1771人，人口密度為每平方公里12人。